# إعادة الاستيطان الإسرائيلي المقترح في قطاع غزة

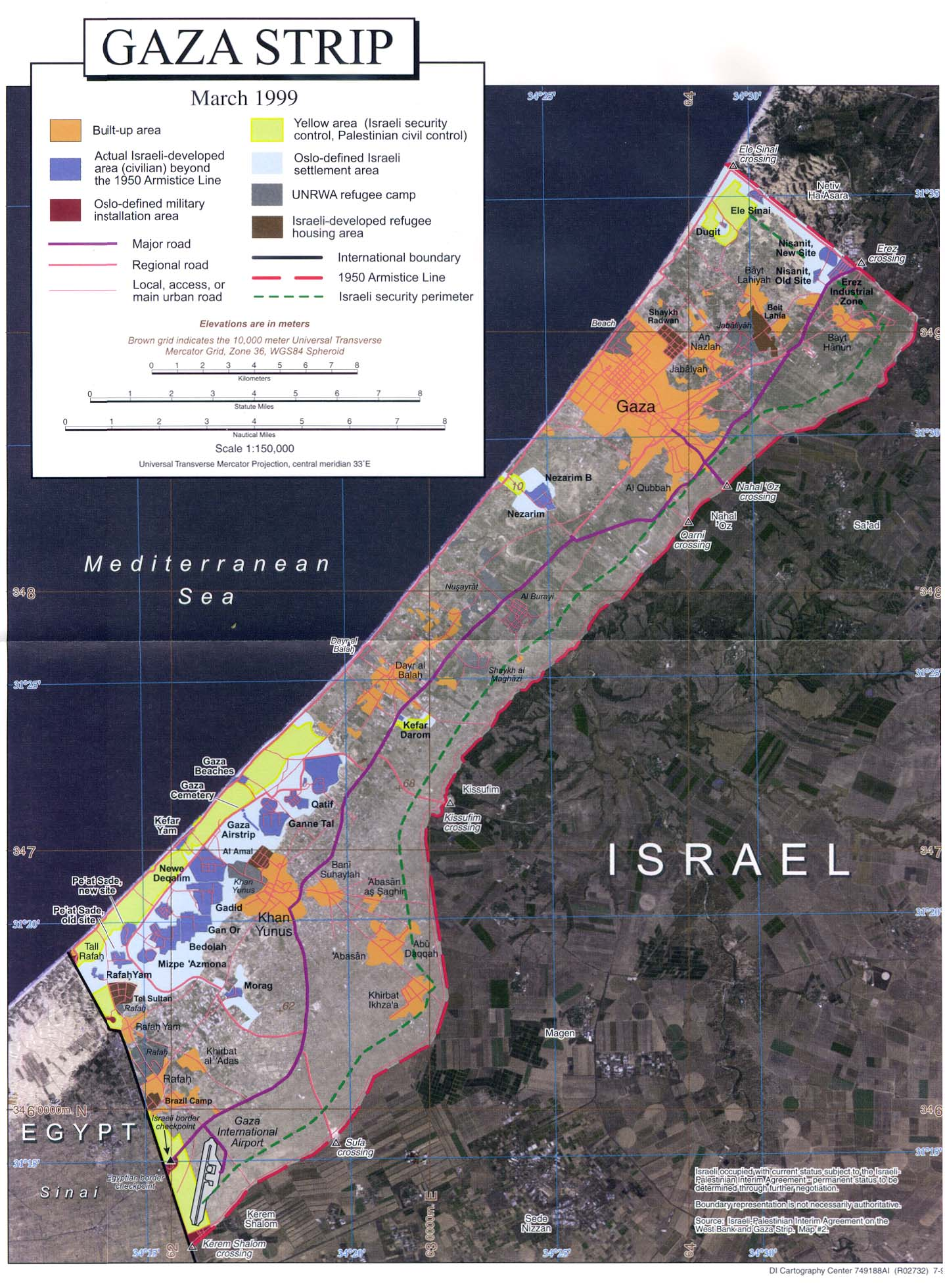
منطقة الاستيطان في قطاع غزة مارس 1999

كانت إسرائيل قد فككت مستوطناتها في غزة في انسحابها الأحادي الجانب من المنطقة عام 2005 بعد 28 عامًا من الاحتلال، وقد صرّح رئيس الوزراء بنيامين نتنياهو بأنه لا توجد نية حالية لاحتلال غزة بشكل دائم أو تهجير أي مدنيين يعيشون في المنطقة. ولكن في سياق الحرب الفلسطينية الإسرائيلية، اقترح بعض الإسرائيليين المتطرفين طرد الفلسطينيين من المنطقة أو تهيئة ظروف تؤدي إلى نزوحهم لفتح المجال أمام موجة جديدة من الاستيطان في قطاع غزة.

## خلفية

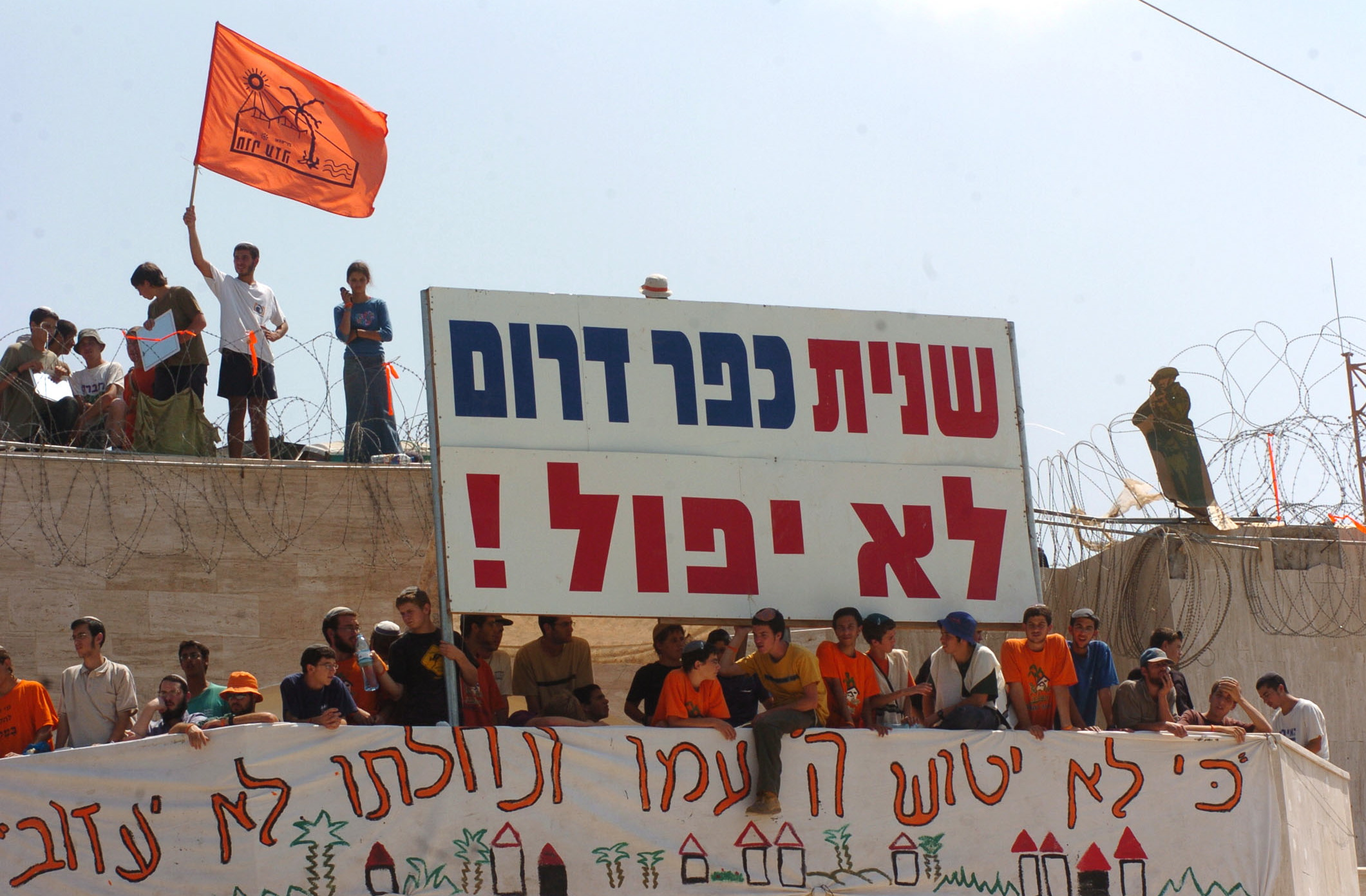
سكان يتظاهرون ضد إخلاء مستوطنة كفار داروم الإسرائيلية. ترجمة الإشارة: "كفر داروم لن تسقط مرتين!". أغسطس 2005.

المستوطنات الإسرائيلية هي مجتمعاتٌ مدنيةٌ بنتها إسرائيل في جميع الأراضي التي تحتلها، ويسكنها بشكلٍ شبهِ حصريٍّ أشخاصٌ من ذوي الهوية أو العرق اليهوديّ على أراضٍ احتلتها إسرائيل منذ حرب الأيام الستة عام 1967. وغالبًا ما تقوم بتوسيع المستوطنات عن طريق مصادرةِ الأراضي والموارد الفلسطينية، مؤدية لتهجيرِ المجتمعاتِ الفلسطينيةِ وزيادة الصراع. يقوم الجيشِ الإسرائيليّ بحماية المستوطناتُ، وكثيرًا ما تكونُ بؤرًا للتوترِ قد تؤدي إلى عنفٍ ضدّ الفلسطينيين. وتُصدرُ منظمةُ هيومن رايتس ووتش ومنظماتٌ مراقبةٌ أخرى تقاريرَ بشكلٍ مُنتظمٍ عن عنفِ المستوطنينَ الإسرائيليين، مشيرةً إلى حوادثِ إلقاءِ الحجارةِ وإطلاقِ النارِ التي يُشاركُ فيها المستوطنونَ ضدّ الفلسطينيون.
تمّ اقتراحُ فكّ الارتباطِ عن مستوطناتِ غزة لأولِ مرةٍ من قِبلِ رئيسِ الوزراءِ أرييل شارون في عامِ 2003، وأقرّه الكنيست في عامِ 2005. ونُفذ في أغسطس 2005، مع تقديمِ حزمِ تعويضاتٍ لأولئكَ الذينَ سيغادرونَ منازلهم طواعيةً، لكنّ آخرينَ طُردوا قسرًا على يدِ الجيشِ الإسرائيليّ. وشهدَ عامُ فكّ الارتباطِ إجلاءَ 8475 مستوطنًا من غزة، بينما ارتفعَ عددُ المستوطنينَ الجُددِ في الضفةِ الغربيةِ في العامِ نفسهِ بمقدارِ 15 ألفًا.
يعتبر المجتمع الدولي وغالبيةُ الفقهاءِ القانونيين أن إنشاء المستوطنات الإسرائيلية في الأراضي التي تحتلها إسرائيل غير قانوني، لأحدِ سببين: إمّا أنّها تُشكل انتهاكًا للمادة 49 من اتفاقية جنيف الرابعة، أو أنها تنتهك القوانين والإعلانات الدولية. فمنذُ عامِ 1967 سمحتْ إسرائيلُ بل وشجّعتْ مواطنيها على العيشِ في المستوطناتِ الجديدةِ التي أُقيمتْ في الأراضي المحتلّة، بدافعِ المشاعرِ الدينيةِ والوطنيةِ المُرتبطةِ بتاريخِ الأمةِ اليهوديةِ في أرضِ إسرائيل. أمّا المجتمعُ الدوليّ، فقد اعتبرَ هذا الاستيطان غيرَ قانوني، استنادًا إلى أحكامِ اتفاقيةِ جنيف الرابعةِ التي تحظرُ نقلَ السكّانِ إلى أو من الأراضي الواقعةِ تحتَ الاحتلال. وينتهك نقل المستوطنينَ الإسرائيليينَ إلى الأراضي المحتلّةِ قوانينَ الاحتلالِ العسكريّ وحقّ الشعبِ الفلسطينيّ في تقريرِ المصير بموجبِ القانونِ الدوليّ.
دعى قرار مجلس الأمن التابع للأمم المتحدة رقم 465 المؤرخ 1 مارس 1980 إسرائيل إلى "تفكيك المستوطنات القائمة، وعلى وجه الخصوص، وقف إنشاء وبناء وتخطيط المستوطنات في الأراضي العربية المحتلة منذ عام 1967، بما فيها القدس، وعلى وجه السرعة". وقد أدانتْ قراراتُ الجمعيةِ العامةِ عملياتِ التهجير منذُ عامِ 1969، وفعلتْ ذلك بأغلبيةٍ ساحقةٍ في السنواتِ الأخيرة. وبالمثل، فقد استنكرتْ باستمرارٍ إقامةَ المستوطنات، وفعلتْ ذلك بأغلبيةٍ ساحقةٍ طوالَ الفترةِ (منذُ نهايةِ عامِ 1976) التي شهدتْ توسّعًا سريعًا في أعدادها. كما انتقدَ مجلسُ الأمنِ عملياتِ الترحيلِ والاستيطان؛ واعتبرتها هيئاتٌ أخرى عائقًا أمامَ السلامِ وغيرَ قانونيةٍ بموجبِ القانونِ الدولي.
وتعتبر الأمم المتحدة والمنظماتُ الدوليةُ لحقوقِ الإنسانِ والعديدُ منَ الباحثينَ القانونيينَ أنّ قطاعَ غزةِ لا يزالُ تحتَ الاحتلالِ العسكريّ الإسرائيليّ، بينما تنكر إسرائيلُ ذلك.
بدأت الاحتجاجات والتجمعات والحركات المناهضة لفكّ الارتباط وإجلاء المستوطنين بعد وقتٍ قصيرٍ من الإعلان عن فكّ الارتباط واستمرت على مرّ السنين. ففي أكتوبر 2004، سار 100 ألف إسرائيلي في مدنٍ في جميع أنحاء إسرائيل احتجاجًا على الخطة تحت شعار "100 مدينة تدعم غوش قطيف والسامرة". وفي عام 2014 أنشأ ناشطون مجموعةً على فيسبوك باسم "العودة إلى غوش قطيف" (أي المستوطنات الإسرائيلية اليهودية في غزة)، وهي مجموعةٌ أُعيد تسميتها مؤخرًا إلى "البيت - العودة إلى قطاع غزة". وبحلول ديسمبر 2023 كان لها أكثر من 10 ألف متابع.

## تصريحات
في 14 ديسمبر 2023، صرّح عميحاي شيكلي، وزير المساواة الاجتماعية، بأن إقامة المستوطنات الإسرائيلية في قطاع غزة ممكنة "في أجزاء معينة حيث يكون ذلك منطقيًا". في 30 ديسمبر صرّح وزير المالية الإسرائيلي بتسلئيل سموتريش بأن "مستقبل" مستوطنات غزة سيتم تحديده بعد الحرب. وفي بيان لاحق، أكد سموتريش أن السكان الإسرائيليين في غزة سيسهمون في جعل الصحراء تزدهر.
في الرابع من يناير 2024 صرَّح وزير الدفاع الإسرائيلي يوآف غالانت بأن إسرائيل لن يكون لها "وجود مدني" في قطاع غزة بعد الحرب، ولكنها ستحتفظ بحرية الحركة العسكرية غير المقيدة فيه. وفي السابع من يناير صرَّح إيتامار بن غفير بأن المستوطنات الإسرائيلية في قطاع غزة هي "أمر الساعة". وفي الثامن من يناير أفاد موقع ميدل إيست آي بأن مجموعة من أعضاء الكنيست التقوا مع نتنياهو لمناقشة خطط بناء المستوطنات اليهودية المستقبلية في قطاع غزة.
أعلن وزير السياحة الإسرائيلي حاييم كاتس، بالإضافة إلى أعضاء آخرين في حزب الليكود، عن عقد مؤتمر حول المستوطنات الإسرائيلية في قطاع غزة ردًا على هجمات السابع من أكتوبر. وكان من المقرر أن يتم استضافة هذا المؤتمر في "بنياني هوما". وقد عُقد فعلًا في 28 يناير وحضره وزراء الحكومة الإسرائيلية وأعضاء الكنيست. ونُقل عن بن غفير قوله: "في المرحلة الأولى سنشجع الهجرة - مئات الآلاف من خلال الطائرات، وسنقوم فقط بنقلهم".

## المستوطنات العسكرية المقترحة
في أواخر يناير 2024، أفاد ضابط في جيش الاحتلال الإسرائيلي لم يُكشَف عن اسمه بأن نتنياهو وآخرين في الحكومة قد طلبوا من أفراد الجيش البدء في إنشاء "قواعد دائمة" في قطاع غزة. وبحسب ما ورد، فقد صدرت الأوامر شفهيًا وبشكل فردي لعدد قليل من المُختارين. وتحدّث بعض المسؤولين العسكريينَ، شريطة عدم الكشف عن هويّتهم، ضد المستوطنات المقترحة، زاعمين أنّها ستكون أهدافًا سهلة وستتطلّب شراكة أمنية مع سلطات مثل السلطة الفلسطينية. كما اقترح وزير الخارجية الإسرائيلي يسرائيل كاتس في يناير 2024، أنّه في حال التوصّل إلى حل للدولتينِ بين إسرائيل وفلسطين، فيُمكن إنشاء جزيرة اصطناعية قُبالة ساحل قطاع غزة تَخضع لسيطرة إسرائيل.

## المؤتمرات
شهد شهر نوفمبر من عام 2023 بداية حملة "العودة إلى الديار"، والتي تهدف إلى حشد التأييد الشعبي لإعادة احتلال قطاع غزة. وقد انعقد في مدينة أشدود في 22 نوفمبر مؤتمر ضمّ مجموعة من المنظمات الشعبية اليمينية، وشارك فيه سياسيون من اليمين المتطرف، مثل عضو الكنيست ليمور سون هار ملك من حزب "عوتسما يهوديت"، بالإضافة إلى شخصيات بارزة من حزب الليكود الذي يتزعمه بنيامين نتنياهو، مثل أرييل كالنر وتالي غوتليب.
وخلال المؤتمر، أكد سون هار-ملك على "حتمية العودة إلى قطاع غزة والسيطرة الكاملة عليه"، مشيرًا إلى أن هذه السيطرة تعني "إقامة مستوطنات واسعة النطاق ومزدهرة"، على عكس مستوطنات غوش قطيف السابقة التي اتّسمت بتركزها في منطقة محدودة. ودعا غوتليب إلى الشروع الفوري في بناء جدار وأبراج مراقبة في شمال قطاع غزة. كما شارك في المؤتمر يوسي داغان، وهو ناشط استيطاني بارز اضطر للانسحاب من مستوطنة في الضفة الغربية عقب إخلائها عام 2005. ويُعرف عن داغان قيادته لحملات ضغط مؤثرة داخل حزب "الليكود".
وفي سياق متصل، أعلنت 11 منظمة يمينية بارزة في نوفمبر 2023 عن تشكيل "تحالف المنظمات من أجل العودة إلى قطاع غزة وجميع مستوطنات شمال السامرة"، وذلك خلال سلسلة من الاجتماعات السرية. ويهدف هذا التحالف إلى تشجيع الإسرائيليين على الانضمام إلى مجموعات استيطانية (غارينيم) ستعمل على إعادة بناء المستوطنات اليهودية السابقة في غوش قطيف، بدءًا من شمال قطاع غزة وشمال الضفة الغربية.[بحاجة لمصدر]
تواصلت فعاليات حشد التأييد لإعادة احتلال غزة، حيثُ تجمع المئات من النشطاء الاستيطانيين في وسط إسرائيل خلال شهر ديسمبر 2023 للمشاركة في مؤتمر بعنوان "الاستعداد العملي للعودة إلى غزة".

### مؤتمر الاستيطان يجلب الأمن يناير 2024
في خضمّ الحرب الدائرة في قطاع غزة، عُقد في مدينة القدس المحتلة بتاريخ 28 يناير 2024 مؤتمر مثير للجدل تحت عنوان "الاستيطان تجلب الأمن"، برعاية منظمة "ناشالا" الاستيطانية اليمينية المتطرفة. وشهد المؤتمر حضورًا حكوميًا لافتًا، حيثُ شارك فيه 12 وزيرًا من الحكومة الإسرائيلية، من بينهم عدد من وزراء حزب "الليكود" الذي يتزعمه رئيس الوزراء بنيامين نتنياهو.
وخلال المؤتمر، برّرت دانييلا فايس، مديرة المنظمة ضرورة عقد المؤتمر والدعوة إلى إعادة توطين المستوطنين في غزة بأحداث هجمات السابع من أكتوبر والحرب الدائرة، قائلةً للصحفيين: "إنها نهاية الوجود العربي في غزة. إنها النهاية.... بدلًا من ذلك ومن بينهم، سيكون هناك الكثير والكثير من اليهود الذين سيعودون إلى المستوطنات، وسيبنون مستوطنات جديدة". وقد قوبل تصريح وزير الأمن القومي الإسرائيلي إيتمار بن غفير بأنّ على الفلسطينيين الذين يعيشون في غزة أن "يرحلوا من هنا" بهتافات من بعض الحضور تُطالب بـ "الإخلاء فقط!".
وقد دعا المؤتمر بشكلٍ صريح إلى بناء مستوطنات إسرائيلية جديدة في قطاع غزة، وتشجيع تهجير سكانه الفلسطينيين. وحضر المؤتمر نحو 5000 إسرائيلي، معظمهم من المتدينين، وكان لافتًا الحضور الكبير للأطفال والمراهقين.

#### مشاركة الوزراء وتداعياتها
شهد مؤتمر الاستيطان يجلب الأمن حضورًا حكوميًا لافتًا للنظر، حيثُ حضر 11 وزيرًا من أصل 37 وزيرًا في الحكومة، بالإضافة إلى 15 عضو كنيست من الائتلاف الحاكم. وقد عَكَسَ هذا الحضور الكثيف تنامي حركة "إعادة التوطين" وانتقالها من الهامش إلى مكانة بارزة في الساحة السياسية، وهو ما أشار إليه ألون بنكاس، المستشار السابق لرئيسي الوزراء إيهود باراك وشمعون بيريز بقوله:
"حتى لو كنت قد رأيت واحدة من قبل، فهي ليست نفسها. لم تكن هذه مجموعة معارضة هامشية: بل كانت حكومة إسرائيل بكل بهائها السياسي، وأظهرت ألوانها الحقيقية بلا خجل. كان هذا هو الائتلاف الحاكم في طقوس العربدة من النشوة المناهضة للدولة والديمقراطية".

— ألون بنكاس، عربدة التفوق اليهودي والنشوة المناهضة للديمقراطية، بتشجيع من نتنياهو، نُشر في هآرتس، 29 يناير 2024
وقد حضر المؤتمر كلٌ من الوزراء التالية أسماؤهم:
| الاسم           | المنصب                                                            | الحزب                                   | الدور           |
| --------------- | ----------------------------------------------------------------- | --------------------------------------- | --------------- |
| إيتمار بن غفير  | وزارة الأمن القومي                                                | القوة اليهودية                          | المتحدث الرئيسي |
| بتسلئيل سموتريش | وزارة المالية                                                     | الحزب الديني القومي – الصهيونية الدينية | المتحدث الرئيسي |
| اسحق جولدكنوبف  | وزارة البناء والإسكان زعيم أغودات يسرائيل زعيم تحالف يهدوت هتوراة | يهدوت هتوراة                            | المتكلم         |
| شلومو كارهي     | وزارة الاتصالات                                                   | ليكود                                   | حضور            |
| حاييم كاتس      | وزارة السياحة                                                     | ليكود                                   | حضور            |
| إديت سيلمان     | وزير حماية البيئة                                                 | ليكود                                   | حضور            |
| ماي غولان       | وزيرة المساواة الاجتماعية وتعزيز وضع المرأة                       | ليكود                                   | حضور            |
| عميحاي شيكلي    | وزارة الإعلام والشتات                                             | ليكود                                   | حضور            |
| اسحق فاسرلوف    | وزير تطوير المناطق النقبية والجليلية                              | القوة اليهودية                          | حضور            |
| عميحاي إلياهو   | وزارة شؤون القدس والتراث                                          | عوتسما يهوديت                           | حضور            |
| أوريت ستروك     | وزارة شؤون الخارجية والمشروع الوطني                               | الحزب الديني القومي – الصهيونية الدينية | حضور            |

ومن المتحدثين البارزين الآخرين دانييلا فايس، زعيمة حركة الاستيطان الصهيونية الأرثوذكسية الإسرائيلية اليمينية المتطرفة.

#### خريطة المستوطنات المقترحة
تَزيّنت قاعة المؤتمر بخريطة عملاقة تُظهرُ مخططًا استيطانيًا مُفصلاً لقطاع غزة، حيثُ وُضّحت مواقعُ مستوطنات مُحتملة ستُقام مكان البلدات والمُدن الفلسطينية القائمة حاليًا. وعلاوة على ذلك أظهرت الخريطة 15 مُستعمرة سيتم إعادة بنائها، والتي كانت قائمة قبل فكّ الارتباط الإسرائيلي عن غزة عام 2005. ومن بين هذه المستوطنات، ستّ مستوطنات جديدة كليًا، منها مستوطنات ضخمة من المُخطط إقامتها مكان أكبر مدينتين في القطاع: مدينة غزة، التي بلغ عدد سكانها 590,481 نسمة عام 2017، وخان يونس، التي بلغ عدد سكانها 205,125 نسمة في العام نفسه، بالإضافة إلى مدينة رفح، والتي قُدّر عدد سكانها قبل الحرب بنحو 280,000 نسمة، إلا أنّه وبتاريخ انعقاد المؤتمر، كان أكثر من مليون لاجئ ومُقيم يعيشون فيها.
وقد أُطلق على المستوطنات الجديدة الأسماء التالية:
- قلب مدينة غزة (بالعبرية: גרעין של העיר עזה‏)
- يشاي على مشارف أنقاض بيت حانون في شمال غزة
- بوابات غزة (بالعبرية: שערי חבל עזה‏) وستُقام مكان مدينة خان يونس
- منطقة "حصيد للعلافيم" جنوب مدينة رفح، والمُخصصة للمستوطنين الحريديم.
- ماعوز، جنوب قطاع غزة

أظهرت الخريطة نجمة داوود في وسط كلٍ من المدن الثلاث الرئيسية (غزة، خان يونس، ورفح)، فيما أشارت مُلصقات إلى أن هذه النجوم تُمثل "أساسيات"، دون أن تُوضّح الخريطة ما إذا كانت المناطق الخضراء الفاتحة المُحيطة بتلك "الأساسيات" ستكون صالحة لسكنى الفلسطينيين أم لا، وذلك على الرغم من تصريحات الوزراء المُشاركين في المؤتمر والتي ألمحوا خلالها إلى ضرورة إجبار الفلسطينيين على مُغادرة بلادهم.

#### خريطة مدينة غزة العبرية
كما عرض المنظمون خريطة لمدينة غزة الجديدة، نشرت أيضا في صحيفة وول ستريت جورنال، مع أسماء عبرية جديدة للأحياء وأهمية الأسماء الجديدة.

#### انتقادات

##### التطهير العرقي
في مقابلة خارج المؤتمر وفي مقابلة أخرى في اليوم التالي على قناة آي 24 نيوز، دعت دانييلا فايس، مديرة منظمة "ناحالا" وقائدة المستوطنين الإسرائيليين في الضفة الغربية، إلى مواصلة منع تسليم المواد الغذائية وغيرها من المساعداتِ الإنسانية إلى قطاعِ غزة، حتى يُغادر الفلسطينيون هناك أو "يرغبون" في المغادرة.
وقال وزير الأمن سموتريتش: "علينا إيجاد طريقةٍ قانونيةٍ لهجرة " الفلسطينيين طواعيةً، قبلَ أنْ يُوضح شلومو كرعي:
"علينا واجبٌ للتصرف لإحداث هجرةٍ طوعية - حتى لو حوّلت هذه الحرب... هذه الهجرةَ الطوعيةَ إلى حالةٍ من "إجباره حتى يقول: أريدُ أن أفعل ذلك" - شلومو كرعي، وزير الاتصالات الإسرائيلي، 28 يناير 2024
كانَ جو المؤتمرِ احتفاليًا، أشبهَ بالكرنفال، وفي بعض الأحيان أشبه بالتجمّعِ السياسيّ، وتخللته هتافاتٌ بعبارة "شعب إسرائيل حي"، بالإضافة إلى الغناء. وظهر بن غفير وآخرينَ وهم يرقصون. وقد أثارَ الاحتفال أثناءَ الحرب وحول موضوع يتضمّن الحاجة إلى إجبار الفلسطينيين على النزوح الجماعي من بلادهم، والذي يصفه البعض بأنّه دعوةٌ بحكمِ الأمرِ الواقع إلى التطهير العرقيّ، انتقاداتٍ واسعة النطاق.

##### عائلات الرهائن

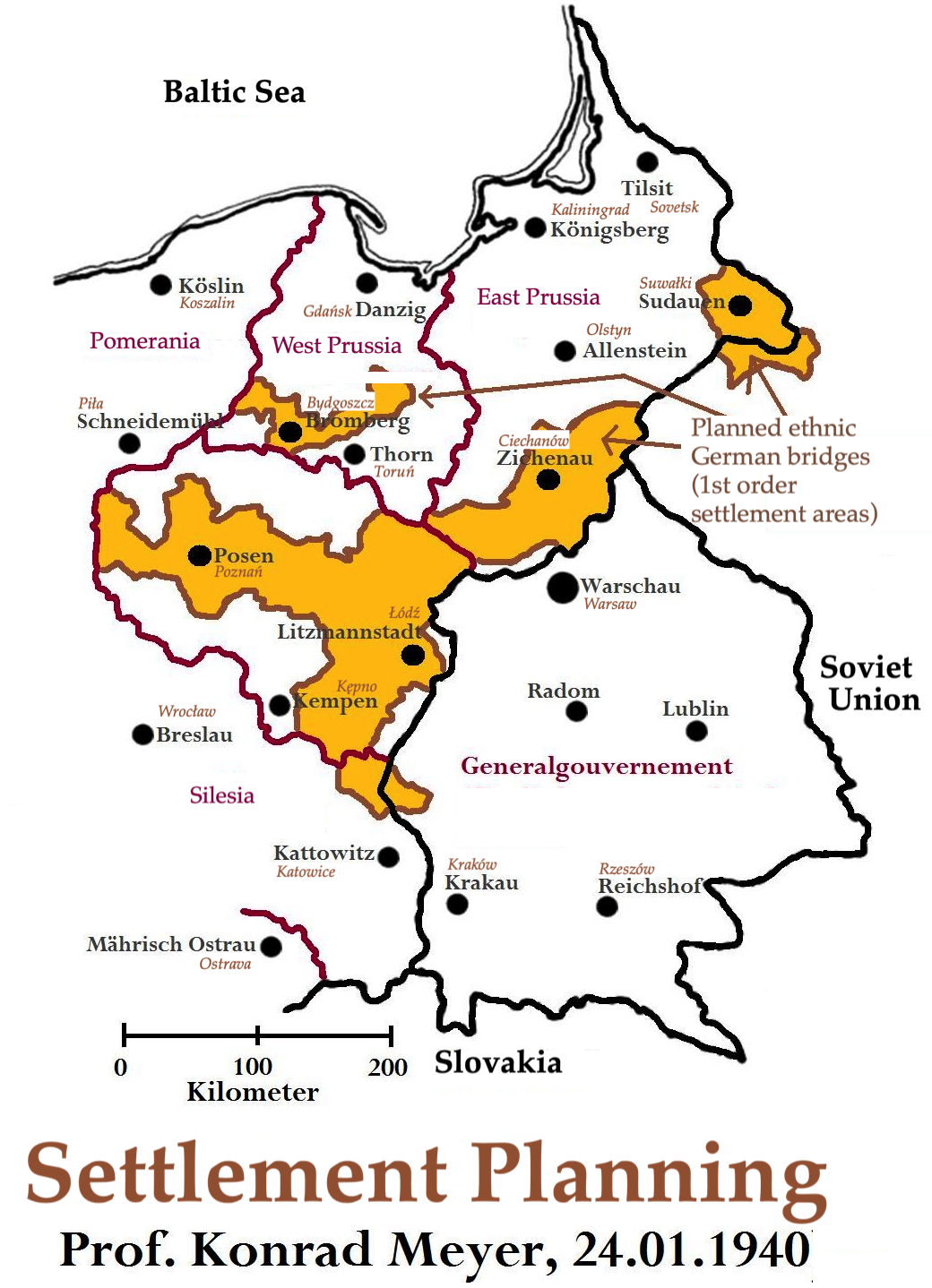
خريطة تخطيطية لإعادة توطين العرق الألماني في منطقة رايخسجاو فارتيلاند، التي ضُمّت (من جديد) من بولندا. وتمّ طرد البولنديين واليهود. وأُطلِقت أسماءٌ ألمانيةٌ جديدةٌ على المدنِ التي لا تحملُ أسماءً ألمانية، مثل لودز وسوالكي. وقد شبّهتْ لِشِم-جونين، والدةُ الرهينة، التطهيرَ العرقيّ المُخطّطَ لهُ في غزة بالتطهيرِ العرقيّ لليهودِ في بولندا.

انتقدَ أفرادُ عائلاتِ الرهائنَ الذينَ تحتجزُهم حماسُ في غزة المؤتمرَ بشدّة، بسببِ جوّهِ الاحتفاليّ، ولأنّ الحركةَ تُشكّلُ عائقًا، كما يرى البعض، أمامَ إطلاقِ سراحِ الرهائن، ولدعوتها إلى تهجيرِ الفلسطينيينَ قسرًا (أي التطهيرِ العرقيّ) من بلادهم، وهو ما شبّهتهُ إحدى أمّهاتِ الرهائنِ بعملياتِ طردِ اليهودِ في أوروبا التي كانَ النازيونَ يُسيطرونَ عليها.
وأعربَ جيل ديِكمان، ابنُ عمّ كارميل غات المحتجزِ رهنَ الاعتقالِ لدى حماس، عن سخطهِ في الكنيست، قائلًا: "في الصباحِ، تتراشقونَ بالاتّهامات، وفي المساءِ، ترقصونَ في حدثٍ لا يَضُرّ سوى بنا. في غزة، لا يرقصُ الرهائن". وقالَ أحدُ أفرادِ عائلاتِ الرهائنِ مخاطبًا المشاركينَ في المؤتمر: "إنّكم ترقصونَ على دمائهم".
في اجتماع لجنة الهجرة واستيعاب المهاجرين يوم الاثنين، قالت ميراف ليشيم جونين، والدة الرهينة رومي جونين:
"كلّ هذا الحديثِ عن التهجيرِ أصابني بالقشعريرة. إنّ التهجيرَ الذي تتحدّثونَ عنهُ يُشيرُ إلى روابطَ عرقيةٍ ودينيةٍ لمجموعةٍ مُعيّنة. أليسَ هذا ما فُعلَ بنا في أوروبا؟ نقولُ إنّنا نُريدُ أنْ نكونَ أفضلَ من ذلك، لكنّنا على استعدادٍ لفعلِ الشيءِ نفسهِ معَ شعبٍ آخر؟".

– ميراف ليشم غونين، والدة الرهينة رومي غونين في الكنيست، 30 يناير 2024

##### تمكين القومية المتطرفة وتعميمها
كتب ألون بينكاس، المستشار السابق لرئيسي الوزراء إيهود باراك وشمعون بيريز، أن مؤتمر "إعادة التوطين تجلب الأمن" كان بمثابة علامة فارقة:
ما رأيتموه يوم الأحد لم يكن إسرائيل "أمة الشركات الناشئة". لم تكن إسرائيل "الحائزة على 13 جائزة نوبل"... لم تكن إسرائيل الليبرالية الديمقراطية. ما رأيتموه كان نشوةً مسيانيةً وحماسةً دينيةً في موقعِ سلطة... ما رأيتموه لم يكن مجرّدَ عناصرَ من اليمين المتطرف... هذا هو نتنياهو. نتنياهو الحقيقيّ، الجامح، الذي يحاولُ النأيَ بنفسهِ عن كارثةِ مذبحةِ 7 أكتوبر. لقد تمّ تطبيعُ هذا النوعِ من التفوّقِ اليهوديّ الدينيّ القوميّ وإضفاءِ الشرعيةِ عليهِ وتعميمهِ وتشجيعهِ من قِبلِ نتنياهو... ما رأيتموه لم يكن مجرّدَ نزعةٍ ثيوقراطيةٍ فاشيةٍ في المجتمعِ والسياسةِ الإسرائيلية، بلْ كانَ ما يقربُ من نصفِ ائتلافِ السيّدِ نتنياهو (27 مُشرّعًا)

— ألون بينكاس، في مقالتهِ "نشوة التفوّق اليهودي والابتهاج المُناهض للديمقراطية، بتشجيع من نتنياهو"، التي نشرتْ في صحيفة هآرتس، 29 يناير 2024
وأشار بينكاس كذلك إلى أنّ تطرفَ موضوعِ المؤتمرِ وما ينطوي عليهِ من إيحاءٍ بأنّ الفكرةَ الأرثوذكسيةَ القوميةَ المتطرفةَ أصبحتْ الآن مدعومةً من قِبلِ الائتلافِ الحاكمِ "ربما، فقط ربما" قد تُجبرُ إسرائيلَ على "اتّخاذِ قرار" وأغلبيتها الليبراليةِ الديمقراطيةِ على تأكيدِ نفسها سياسيًا وتغييرِ اتّجاهِ تصرّفاتِ الحكومةِ فيما يتعلّقُ بتكتيكاتِ الحرب، وسياسةِ الاستيطان، ونهجِ العلاقاتِ الإسرائيليةِ الفلسطينيةِ بشكلٍ عامّ.

##### من الحكومات الأخرى
قالت الولايات المتحدة، أقرب حلفاء إسرائيل، إنّ إدارة غزة يجب أن تبقى بيد الفلسطينيين بعد الحرب، وإنّه يجبُ أن تكون هناك تحرّكاتٌ جادّةٌ نحو إقامة دولةٍ فلسطينية.
وأصدرت وزارةُ الشؤونِ العالمية الكندية بيانًا قالت فيه إن "كندا ترفض أي اقتراحٍ يدعو إلى التهجير القسري للفلسطينيين من غزة وإنشاء المزيد من المستوطنات. وإن هذه الخطابات التحريضية تُقوّض فُرص التوصل إلى سلامٍ دائم".
وفي رام الله، أدانت وزارة الخارجية والمغتربين الفلسطينية المؤتمر ومشاركة 11 وزيرًا من وزراء الحكومة الإسرائيلية فيه، قائلةً إنه "أقرّ علنًا وبشكل صريح بالإبادة الجماعية وجرائم الحرب والتهجير القسري للشعب الفلسطيني".

## تصرفات المستوطنين
في 29 فبراير 2024، أفادت تقاريرٌ بأن عشراتٍ من الناشطين من اليمين المتطرف عبروا حاجز جيش الاحتلال الإسرائيلي عند حاجز بيت حانون (معبر إيريز) بين شمال غزة وإسرائيل، ودخلوا غزة حيث توغل بعضهم مئات الأمتار قبل أن تُوقفهم القوات الإسرائيلية. وأقام بعض الذين عبروا الحاجز مبانٍ مُؤقتةً من الخشب والبلاستيك داخل الأراضي الإسرائيلية خلف جدران معبر إيريز، دون تدخلٍ من الشرطة الإسرائيلية أو قوات الجيش الإسرائيلي، وظلوا فيها لعدة ساعات. ووصف الناشطون المباني بأنها "مستوطنة" وأطلقوا عليها اسم "نيشانيت الجديدة"، تيمنًا بمستوطنة نيتسانيت السابقة في غزة التي تم إخلاؤها في عام 2005.
وبحسب ما ورد، فقد كان هؤلاء جزءًا من مجموعةٍ تجمعت في سديروت قبل أن تُشكل قافلةً إلى معبر إيريز للضغط من أجل إعادة بناء المستوطنات الإسرائيلية في غزة، قبل اقتحام أراضي غزة. وتم احتجاز بعض الذين أوقفتهم الشرطة الإسرائيلية وقوات الجيش الإسرائيلي، واعتُقِل تسعةٌ منهم لانتهاكهم أمرًا عسكريًا ومنع ضابط شرطةٍ من أداء واجبه. واحتفلت منظمة "ناحالا" الاستيطانية بتصرفات المُشاركين، ونشرت صورًا للمباني والناشطين، بما في ذلك صورٌ تُظهرهم وهم يُعلقون "مزوزا" (علبةٌ صغيرةٌ توضع على أبواب منازل اليهود) على المبنى في مراسم دينيةٍ قصيرة، على وسائل التواصل الاجتماعي.
قال أحد أعضاء حركة "العودة" الإسرائيلية اليمينية المتطرفة لوكالة الأناضول إن 500 عائلةٍ تطوعت لإعادة احتلال غزة، زاعمًا أن إسرائيل لن تكون آمنةً إلا بعد إقامة "مستوطناتٍ وبلداتٍ يهودية" في غزة.
أفادت تقاريرٌ في مارس 2024 بأنه تم عقد جلساتٍ إعلاميةٍ في منازل إسرائيليةٍ خاصةٍ عبر مجموعاتٍ ورسائل "واتساب" من أجل الترويج لإعادة إقامة المستوطنات الإسرائيلية في غزة، حيث قامت دانييلا فايس بالترويج لرؤية الاستيطان. وتُشبه العديد من المعلومات التي تمت مُناقشتها تلك التي طُرحت في مؤتمر إعادة التوطين الذي عُقد في يناير 2024. وأشارت فايس لمراسلي شبكة "سي إن إن" إلى أن حوالي 500 عائلةٍ قد سجلت أسماءها بالفعل لإعادة التوطين من خلال منظمة "ناحالا"، وهي واحدةٌ من أكثر من اثنتي عشرة منظمةً تُعنى بإعادة التوطين.

## انتقادات

### التطهير العرقي
كتبت صحيفة هآرتس الإسرائيلية في مقال بعنوان "شعب إسرائيل سيُقيم في غزة: وزراء نتنياهو في مؤتمرٍ لليمين المتطرف يُؤيدون طرد الفلسطينيين" في 29 يناير 2023: أن الأفكار المطروحة في حركة إعادة التوطين تُعادل فعليًا التهجير القسري والتطهير العرقي، مثل حث بن غفير إسرائيل على تهيئة ظروفٍ تُجبر الفلسطينيين في غزة على مُغادرة بلادهم، وقول شلومو كَرعي إن "الهجرة الطوعية" هي في بعض الأحيان حالةٌ تفرضُها حتى يُعطوا موافقتهم.
وفي مقالٍ آخر، وصفت الصحيفة الدعوات المُبطنة أحيانًا إلى التهجير القسري للفلسطينيين من بلادهم بأنها "تطهيرٌ عرقيٌ باسم الله".
أشارت الفقرة 43 (3) من دعوى الإبادة الجماعية المُقامة أمام محكمة العدل الدولية إلى "عمليات الطرد من المنازل والتهجير الجماعي" للفلسطينيين في غزة كدليلٍ داعمٍ على أن إسرائيل تُرتكب أعمال إبادةٍ جماعية. ة كما تذكر الدعوى القضائية في البند 101 أن عضو مجلس الأمن الإسرائيلي ووزير الزراعة "آفي ديختر" صرح في 11 نوفمبر 2023، "إننا نُنفذ الآن نكبة غزة".
وبشكلٍ أعم، فإن "الجرائم التي تنطوي على الاضطهاد... بما في ذلك تلك التي تُسفر عن ترحيل أو نقل السكان الفلسطينيين قسرًا، بشكلٍ مباشرٍ أو غير مباشر، أو تهدف إلى تحقيق ذلك، وإعادة توطين المستوطنين الإسرائيليين في الأراضي "المُطهرة" والاستيلاء غير القانوني على الأراضي والممتلكات الفلسطينية" قد تُشكل جرائم بموجب نظام روما الأساسي للمحكمة الجنائية الدولية.

### الصراع مع الدول الأخرى
قد تشمل الجوانب السلبية الإضافية لإعادة التوطين في غزة ما يلي:
- الصراع مع إدارة بايدن في الولايات المتحدة.
- الصراع مع المملكة العربية السعودية والدول العربية الأخرى.
- صراع أعمق مع المجتمع الدولي.

### الموارد الأمنية والعسكرية
ستتطلب المستوطنات الجديدة موارد أمنية كبيرة، مما قد يؤدي إلى تحويل القوات العسكرية الإسرائيلية عن مهام أخرى.

## وجهات نظر إسرائيلية
بالإضافة إلى الدعم المحدد الذي أعرب عنه الأشخاص والمجموعات في مؤتمر يناير 2024، فإن الرأي العام الإسرائيلي منقسم حول مسألة إعادة التوطين في غزة.

### الحكومة الإسرائيلية
كرر نتنياهو القول إن إعادة توطين غزة باليهود الإسرائيليين ليست سياسةً أو خطةً حكومية، لكنه يعتمد إلى حدٍ كبيرٍ على دُعاة إعادة التوطين للحصول على الدعم السياسي، ووفقًا لمجلة "ذا أتلانتيك"، فإن "نتنياهو قد يُحاول فعل ذلك على أي حال".
في نوفمبر 2023، اقترح أعضاءٌ في البرلمان الإسرائيلي، ينتمون في الغالب إلى حزب الليكود، إلغاء قانونٍ يحظر على المواطنين الإسرائيليين دخول غزة، لكنهم لم يُحرزوا أي تقدمٍ في هذا الاقتراح. ومع اقتراب عام 2023 من نهايته، قال وزير الأمن القومي اليميني المتطرفُ، إيتمار بن غفير: "يجب أن نُروج لحلٍ يُشجع على هجرة سكان غزة". وبعد أن زعم موشيه سَعدا، عضو الكنيست اليميني المتطرف، أنه لم يسمع قط بمثل هذه الدعوات قائلًا إنه من الواضح أنه يجب القضاء على جميع سكان غزة، وقالت صحيفة "واشنطن بوست" أن "الدعوات الإسرائيلية إلى التطهير العرقي تزداد حدة".
وفي يناير 2024، صرح وزير المالية اليميني المتطرفُ، بتسلئيل سموتريش، بأن إسرائيل ستحكم غزة، وأنه من أجل حكم غزة على المدى الطويل، يجب أن يكون هناك وجودٌ مدنيٌ إسرائيلي. وقال تسفي سوكوت، عضو الكنيست عن حزب "عوتسما يهوديت" اليميني المتطرف، خلال جلسة استماع للجنة: "إننا نحتاج أولًا إلى احتلال وتدمير جميع المنازل هناك، وبناء أحياءٍ هناك".

### الدعم الشعبي الإسرائيلي
في استطلاعٍ للرأي أُجري في منتصف نوفمبر 2023، أيدت أغلبية الإسرائيليين استئناف الاستيطان الإسرائيلي في قطاع غزة. ومع ذلك، توصل استطلاعٌ للرأي أجرته الجامعة العبرية في القدس في ديسمبر 2023 إلى نتيجةٍ مُعاكسة، وهي أن الإسرائيليين يُعارضون إعادة توطين غزة بنسبة 56 إلى 33 في المائة. وفي يناير 2024، قالت خبيرة استطلاعات الرأي والصحفية في صحيفة "هآرتس"، في حديثٍ مع الصحفيين، إن الرأي العام بشأن إعادة إقامة المستوطنات في غزة مُتفاوتٌ على نطاقٍ واسع. وأشارت إلى أن النطاق العام يتراوح بين حوالي 25٪ وحوالي 40٪ ممن يُؤيدون إقامة مستوطناتٍ إسرائيليةٍ يهوديةٍ في غزة. ووجد استطلاعٌ للرأي أجرته مؤسسة الديمقراطية الإسرائيلية في فبراير 2024 أن 22.5٪ من الإسرائيليين اليهود يُؤيدون إعادة توطين غزة.

### قوات الجيش الإسرائيلي
زعم العديد من المستوطنين ومؤيديهم أن أفراد الجيش الإسرائيلي الموجودين بالفعل في غزة والمشاركين في الاجتياح الإسرائيلي لقطاع غزة سيساعدونهم في جهود إعادة التوطين. ونشر بعض جنود الجيش الإسرائيلي مقاطع فيديو في غزة يُقال إنها تُعبر عن تأييدهم لإعادة التوطين، حيث سُجل حاخامٌ في الجيش الإسرائيلي وهو يقول: "إنها بلدُنا، كلها - غزة أيضًا... كل الأرض الموعودة".
في مقطع فيديو آخر مُسجل، يقف جنودٌ من الجيش الإسرائيلي أمام مبنى مُدمرٍ في غزة وهم يحملون بنادق في أيديهم. ويقول أحد الرجال إن الجنود "...يحتلون ويُرحلون ويستوطنون. يحتلون ويُرحلون ويستوطنون، هل سمعت ذلك يا بيبي؟ يحتلون ويُرحلون ويستوطنون". وتم التقاط صورٍ لجنودٍ إسرائيليين وهم يحملون أعلام إسرائيل ويُلوحون بلافتاتٍ برتقاليةٍ اللون لترمز إلى الاحتجاج على إجلاء المستوطنين من غزة، مع عباراتٍ مثل "العودة إلى الوطن" و"الاستيطان فقط هو ما سيُعتبر نصرًا!" مطبوعةً عليها باللغة العبرية.

### دعم المستوطنين
بحلول أواخر يناير 2024، كانت مئات العائلات قد شكلت بالفعل نوىً استيطانيةً للمستوطنات الجديدة المُقترحة. وفي مؤتمر يناير 2024، صعد عشرات العائلات إلى المنصة وهم يحملون لافتاتٍ تحمل شعارات المستوطنات الجديدة المُقترحة. وبالنسبة للعديد من الذين تم إجلاؤهم من غزة في عام 2005، فإن الرغبة في العودة إلى غزة قوية، مثل أفيشاي بار يهودا الذي صرح بأنه يرغب في أن يُدفن في غزة وأنه يُصلي من أجل العودة بعد أن شُخص إصابته بمرض السرطان في مراحله الأخيرة.
وأمر مُؤيدون آخرون للمستوطنين أطفالهم باختراق الخطوط العسكرية للعب داخل المنطقة العازلة بالقرب من الحاجز الذي يفصل غزة عن إسرائيل، بينما حاول حوالي 100 آخرين في أوائل فبراير 2024 عبور الحدود إلى غزة قبل أن يتم إيقافهم. وفي متحف غوش قطيف في القدس، طبع مستوطنون سابقون قمصانًا برتقاليةً زاهيةً كُتب عليها "البيت، العودة إلى غُوش قطيف".

## أنظر أيضا
- الاحتلال الإسرائيلي لقطاع غزة